# 眠れる教室の喪女
『眠れる教室の喪女』（ねむれるきょうしつのもじょ、Sleeping Mojo）は、風上旬による日本の漫画。『ヤングチャンピオン』（秋田書店）の2012年20号（同年9月25日発売）から2015年2号（2014年12月21日発売）まで連載された。全56話。

## 概要
現代日本でブームとなるJK（女子高生）でありながら、周囲の学園生活にまったく馴染めず、休み時間の妄想と明晰夢（夢を見ている間に夢であると気づく夢）だけが楽しみという主人公・田の中じゅえるを描いたコメディ作品。
主人公である田の中じゅえるは、後述のようにほとんどの場面で寝たふりで顔が見えない上、普段も前髪で顔が完全に隠れており、素顔を晒すのは妄想や夢といった虚構の世界で美少女に姿を変えた場面のみで、現実の素顔は最後まで登場しなかった。単行本第1巻の作者の後書きによれば、素顔を描く予定はあったものの、顔を隠したままのほうが面白く、素顔登場を先延ばしにしている内に、描く機会を失ったという。
『ヤングチャンピオン』連載のほかの番外編として、増刊誌である『ヤングチャンピオン烈』2013年9号（同年8月20日発売）には特別編1話が掲載された。また同誌2014年3号（同年2月18日発売）では、ヤングチャンピオン企画のアイドルグループであるヤンチャン学園 音楽部の漫画化として、本作の主人公がヤンチャン学園音楽部の取材を行なう読みきり作品『ヤンチャン学園音楽部 feat.喪女』が掲載された。後者は単行本に収録されていない。

## あらすじ
主人公・田の中じゅえるは、孤独で暗い中学時代を切り捨てるべく、中学の級友たちが誰も来ない遠方の高校に入学する。しかしクラスは美男子、美少女、リア充揃いであり、じゅえるは彼らに馴染めず完全に孤立し、いつまで経っても友達が1人もできない。休み時間は教室の隅の自席で、寝たふりと妄想でやり過ごす。あるときに明晰夢を見たじゅえるは、自分の意のままとなる夢の世界の楽しみを覚え、自分好みの明晰夢を見ようと様々に工夫を凝らし始める。やがて、現実世界での級友たちとの交流よりも夢の中での楽しみを選んだじゅえるは、周囲の級友たちが趣味や恋愛の話題に花を咲かせて楽しく過ごす一方で、ひたすら夢の世界で生きてゆく。

## 登場人物
田の中 じゅえる（たのなか じゅえる）
主人公。私立愛袋高等学校1年生の少女。人とまともに会話できない性格のため、友人が1人もいない。学校の休み時間は常に顔を伏せて寝たふりをし、昼食時は便所飯で孤独な境遇をやり過ごしている。しばしば魔法少女に変身して魔物から皆を救うなどの妄想にふける。タイトルの「喪女」（もてない女）の通り恋人もおらず、男子と話した経験もほとんどないが、その反動からか明晰夢の中では性欲丸出しであり、自身の理想である巨乳の美少女の姿となって男生徒たちに迫る。
風巻（かぜまき）
じゅえるのイマジナリーフレンド（空想上の友達）。美少年の顔に翅が生えたような姿をしており、じゅえる曰く「子供の頃に現れた妖精」。じゅえるの唯一の味方であり、彼女に常に優しく語りかける。
夢藤 聖（むとう せい）
じゅえるのクラスの男生徒の1人。じゅえる曰く「じゅえるイケメン総選挙第1位」の美少年であり、じゅえるの夢の中で彼女の性欲の格好の標的となる。
姫川 綾音（ひめかわ あやね）
じゅえるのクラスの女生徒の1人で、級友たちから「ミス愛校1年部門第1位」と呼ばれる美少女。夢藤とは同じ中学出身の上に両想いだが、夢藤がささいなことでじゅえるを意識したため、一方的にじゅえるを敵視し始める。
風巻 王子（かぜまき おうじ）
じゅえるのクラスに転校してきた、美しい名前とは正反対の不細工な男生徒。じゅえるの幼馴染みであり、性知識の乏しい幼少時はじゅえると性行為紛いの遊びをしていた。じゅえるは彼の気持ち悪さが原因で無意識に幼少時の記憶を消し、代りに自分の味方の妖精として前述の「風巻」を作り出していたのだが、本人との再会により記憶を取り戻す。

## 社会的評価
一見すると主人公に何の動きもないが、妄想や明晰夢を描くことで自由な表現が可能となっており、主人公が明晰夢を強化しようと様々に努力することで、物語に動きが出ているとの声もある。
単行本第1巻発売時は、おたく趣味に長けるタレントの喜屋武ちあきが推薦のコメントを寄せ、中学時代の自分がモデルかと思ったと語っている。
宝島社の『このマンガがすごい!』編集部によるウェブサイト『このマンガがすごい!WEB』では、孤独な境遇で力強く生きる主人公を描いた漫画のランキングとして「クリスマスにぼっちのあなたへ!“ぼっち”マンガベスト10」の第1位に選ばれ、同様の境遇の学生が共感できる漫画と評されている。

## 書誌情報
- 風上旬 『眠れる教室の喪女』 秋田書店〈ヤングチャンピオンコミックス〉、全2巻
  1. 2014年7月5日発行（2014年6月20日発売[6]）、ISBN 978-4-253-14712-5
  2. 2015年4月1日発行（2015年3月20日発売[7]）、ISBN 978-4-253-14713-2